# Plankinton
Plankinton är administrativ huvudort i Aurora County i South Dakota. Orten har fått sitt namn efter affärsmannen John Plankinton. Enligt 2010 års folkräkning hade Plankinton 707 invånare.